# Pałac w Szalejowie Górnym
Pałac w Szalejowie Górnym – zabytkowy pałac  w Szalejowie Górnym – wsi w Polsce, w województwie dolnośląskim, w powiecie kłodzkim, w gminie Kłodzko, w zachodniej części Kotliny Kłodzkiej.
Pałąc wzniesiony w XVIII wieku, został przebudowany w 1916 roku. Od 1945 roku był opuszczony i niszczał, obecnie jest w stanie ruiny.

## Historia
Pałac został wzniesiony najprawdopodobniej w XVIII wieku, w 1916 roku obiekt przebudowano. Po 1945 roku budynek został opuszczony i rozpoczął się jego proces dewastacji. Obecnie pałac znajduje się w stanie ruiny. 

## Architektura
Pałac był budowlą wzniesioną na planie prostokąta, piętrową, murowaną z kamienia i cegły, dwutraktową i nakrytą czterospadowym dachem łamanym z lukarnami. Obecnie z budynku pozostały znaczne fragmenty ścian obwodowych do wysokości drugiej kondygnacji i resztki ścian działowych. Obok pałacu znajduje się użytkowany do dziś zespół zabudowań folwarcznych, pochodzący z XVIII i XIX wieku. 